# (1963) Bezovec
(1963) Bezovec es un asteroide que forma parte del cinturón de asteroides y fue descubierto por Luboš Kohoutek el 9 de febrero de 1975 desde el observatorio de Hamburgo-Bergedorf, Alemania.

## Designación y nombre
Bezovec fue designado inicialmente como 1975 CB.
Posteriormente se nombró por Bezovec, una montaña checa destino de varias expediciones de búsqueda de meteoritos.

## Características orbitales
Bezovec está situado a una distancia media del Sol de 2,422 ua, pudiendo alejarse hasta 2,932 ua. Tiene una excentricidad de 0,2103 y una inclinación orbital de 25,05°. Emplea en completar una órbita alrededor del Sol 1377 días.